# José Luis Castiñeira de Dios

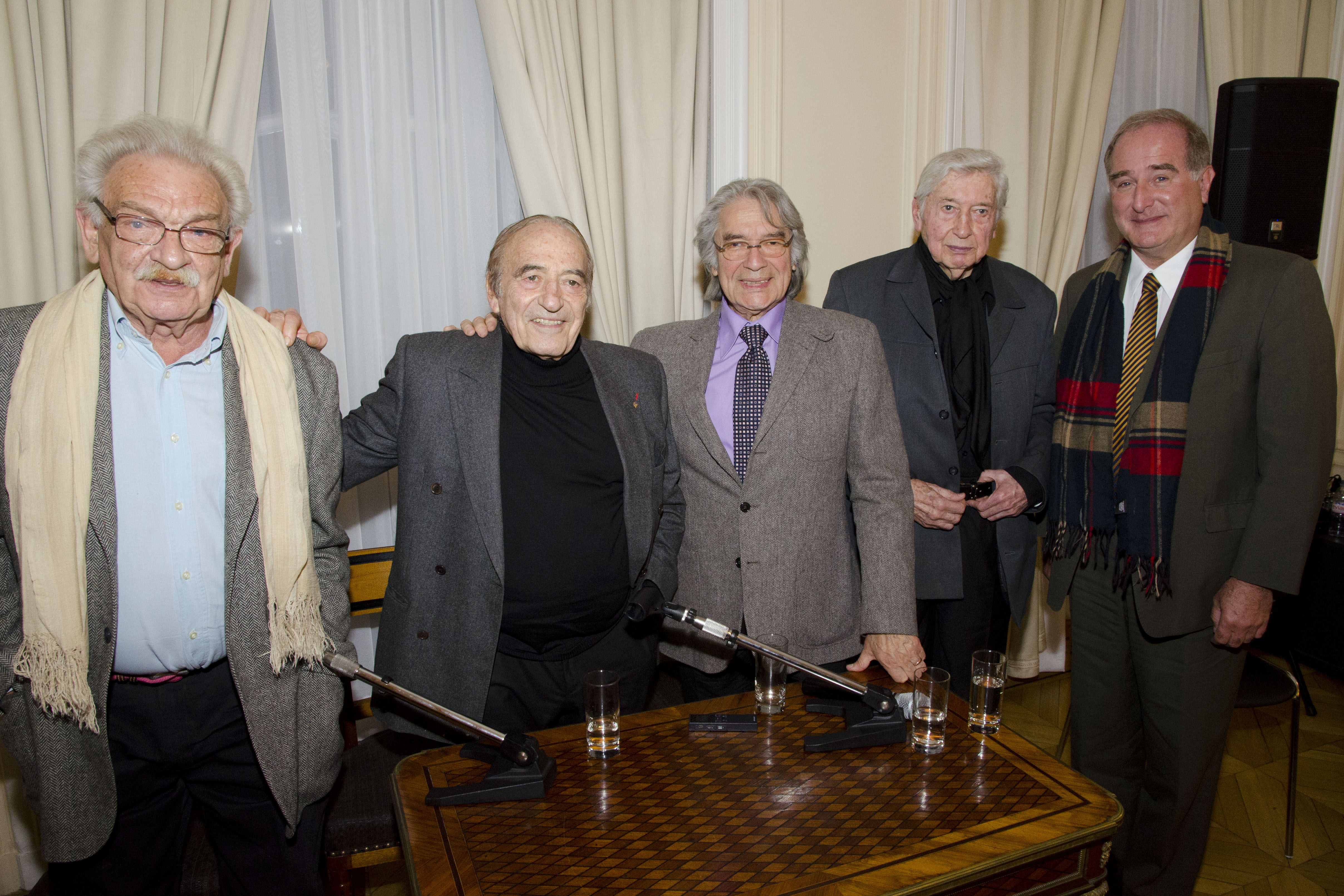
Antonio Seguí, Miguel Ángel Estrella, Raúl Barboza, Julio Le Parc y José Luis Castiñeira de Dios en la Feria del Libro de París (2014).

José Luis Castiñeira de Dios (Buenos Aires, 9 de abril de 1947) es un músico argentino. Destacó en su papel de líder y fundador de Anacrusa, así como de compositor de música sinfónica y cinematográfica. También se desempeñó en el área de gestión cultural para la administración pública nacional.
Es hijo del poeta José María Castiñeira de Dios. Recibió su formación en antropología en Madrid y en la Universidad de Buenos Aires. Fue investigador de esa especialidad en la Universidad Nacional del Comahue, en la Patagonia. A mediados de los años setenta abandonó la actividad científica para consagrarse a la música.
Creó en 1972 el conjunto Anacrusa junto a la cantante y pianista Susana Lago. El grupo combinaba un interés por la música tradicional de América del Sur con la proyección folklórica y el rock progresivo en auge durante los años 70.  Con este grupo grabó 8 discos LP en el país y en Francia, país donde residió desde 1977 hasta 1989.
Tuvo una formación clásica como músico y compositor. Dirigió la Orquesta Sinfónica Nacional, la Orquesta de París, la Orquesta Jazz Sinfônica de San Pablo y numerosas orquestas argentinas.
Es autor de música para cine. Entre otros premios, ganó el César (Francia) a la mejor música de películas por El exilio de Gardel. En la Argentina, fue premiado en tres ocasiones por la Asociación de Cronistas Cinematográficos con el premio Cóndor. En 2009 finalizó su primer largometraje como director y guionista: Manuel de Falla, músico de dos mundos, que fue estrenado en Madrid, y que ha participado en los festivales de cine en Valladolid (España), en Gante (Bélgica), en San Luis (Argentina), en Pinamar (Argentina) y en Asunción (Paraguay).
Fue decano de la carrera de Artes Audiovisuales (entre 2002 y 2012) y director de la maestría de especialización en Administración y Gestión Cultural del IUNA (Buenos Aires); y director de la maestría en Gestión y Políticas Culturales en el Mercosur en la Universidad de Palermo (Buenos Aires). 
A partir de 1991 desempeñó funciones en la administración de la política cultural argentina. Así fue como ocupó sucesivamente los cargos de Subsecretario Adjunto de Cultura, Subsecretario de Artes y Acción cultural en la Secretaría de Cultura de la Nación y, finalmente, Director Nacional de Música y Danza.

## Filmografía
- 2009: Manuel de Falla, músico de dos mundos.
- 2005: Che, la eterna mirada.
- 2004: Vereda tropical.
- 2003: Cautiva.
- 2003: Cruz de sal.
- 2000: Un amor de Borges.
- 2000: Los días de la vida.
- 1997: Canción desesperada.
- 1996: Eva Perón.
- 1995: El cóndor de oro.
- 1994: Historias de amor, de locura y de muerte.
- 1991: Las tumbas.
- 1990: Bésame mortalmente.
- 1992: El general y la fiebre(1992).
- 1989: Guerreros y cautivas.
- 1989: Cipayos (la tercera invasión).
- 1989: La amiga.
- 1989: Desembarcos (inédita - 1989).
- 1988: Bajo otro sol.
- 1987: Debajo del mundo.
- 1987: Chechechela, una chica de barrio.
- 1986: La Noche de los Lápices.
- 1986: Seré cualquier cosa, pero te quiero.
- 1985: El exilio de Gardel (Tangos).
- 1985: El rigor del destino.
- 1984: Los tigres de la memoria.
- 1977: La muerte de Sebastián Arache y su pobre entierro.
- 1976: Juan que reía.

## Discografía

### Con Anacrusa
- 1973: Anacrusa
- 1974: Anacrusa II
- 1976: Anacrusa III
- 1978: El sacrificio
- 1982: Fuerza
- 1995: Reencuentro
- 2005: Encordados
- 2005: Documentos (grabaciones de 1975 y 1976).

### Como acompañante
- 1982: Mercedes Sosa - En Argentina (vivo)
- 1983: Mercedes Sosa - Como un pájaro libre (1983)

## Premios
- 1986: Premios César (Francia) a la mejor música de película, por El exilio de Gardel (Tangos).
- 1987: Cóndor de Plata, Asociación de Críticos Cinematográficos de Argentina, Mejor Música de Película, por El exilio de Gardel.
- 1991: Círculo Precolombino de Oro, Festival de Cine de Bogotá, por Las Tumbas.
- 1997: Cóndor de Plata, Asociación de Críticos Cinematográficos de Argentina, Mejor Música de Película, por Eva Perón.
- 2006: Cóndor de Plata, Asociación de Críticos Cinematográficos de Argentina, Mejor Música de Película, por Cautiva.
- 2020: Premios Trayectoria, Fondo Nacional de las Artes (Argentina) en la categoría Música.[1]